# Xã Forest, Quận Clinton, Indiana
Xã Forest (tiếng Anh: Forest Township) là một xã thuộc quận Clinton, tiểu bang Indiana, Hoa Kỳ. Năm 2010, dân số của xã này là 760 người.